# 马臻墓
马臻墓位于中国浙江省绍兴市越城区亭山乡东跨湖桥畔、跨湖桥直街南端，为东汉会稽郡太守马臻的墓葬。
建筑坐北朝南，南面亭山，东与马太守庙相邻。墓前为清嘉庆十二年（1807）所立三间四柱青石牌坊，明间额坊上刻“利济王墓”（利济王为北宋嘉祐元年（1056）宋仁宗所赐封号），两侧刻“嘉庆丁卯腊月 候选布政司理问张元熙率男江西按察使司知事锡等捐建”，抱柱联为“作牧会稽，八百里堰曲陂深，永固鉴湖保障”；“奠灵窀穸，十万家春祈秋报，长留汉代衣冠”。墓封土高约2米，四周以条石砌筑，前设祭桌，墓前正中横置清康熙五十六年（1717）知府俞卿重修时所立墓碑，上刻“敕封利济王东汉会稽郡太守马公之墓 绍兴府合□士民公立，康熙五十六年二月吉旦”（缺一字，疑为邑）。现为1982年修葺。